# Tepuizanger
De tepuizanger (Myioborus castaneocapilla) is een zangvogel uit de familie Parulidae (Amerikaanse zangers).

## Verspreiding en leefgebied
Deze soort telt 3 ondersoorten:
- M. c. castaneocapilla: zuidoostelijk Venezuela, westelijk Guyana en noordelijk Brazilië.
- M. c. duidae: het zuidelijke deel van Centraal-Venezuela.
- M. c. maguirei: uiterst zuidelijk Venezuela.